# Pastor-romeno-miorítico
A pastor-romeno-miorítico[a][b] (em romeno:  Ciobănesc românesc mioritic) ciobanesc romanesc mioritic, é uma raça originária da Romênia ainda não reconhecida pela Federação Internacional de Cinologia. No entanto, em 2005, a raça recebeu uma homologação temporária do comitê avaliador. Cão pastor de grande porte, é oriundo das montanhas dos Cárpatos. Selecionado de forma natural, passou a ser usado para o trabalho graças a seu aspecto vigoroso. Descrito e padronizado pela primeira vez em 1981 - teve sua padronagem revisada em 2002 - tem seu temperamento resumido como vívido e equilibrado, alerta e vigilante, disciplinado e desconfiado com estranhos.